# Jonathan Stewart
Pour les articles homonymes, voir Stewart.
(en) Statistiques sur pro-football-reference
Jonathan Creon Stewart, né le 21 mars 1987 à Fort Lewis, est un joueur américain de football américain.
Depuis 2008, ce running back joue pour les Panthers de la Caroline en National Football League (NFL). Durant la première partie de sa carrière, il partage le rôle de running back avec DeAngelo Williams.